# Konrad Ragossnig
Konrad Ragossnig (Klagenfurt; 6 de mayo de 1932-Amberes; 3 de enero de 2018) fue un guitarrista clásico y laudista austriaco.

## Biografía
Fue profesor en la Academia de Música de la Ciudad de Basilea, la Universidad de la Música y Artes Escénicas en Viena, y la Universidad de Zúrich. Fue editor de varios libros sobre música para guitarra tales como Step by step. Basics of Guitar technique in 60 classical and romantic studies (Mainz, 2007) y Guitar Concert Collection (Mainz, 2008).

## Condecoraciones y premios
- 1961: First Prize at the Concours International de Guitare in Paris
- 1984: Merit Award of Carinthia
- 1992: Grand Gold Decoration of Carinthia
- 1993: Medal of the city of Vienna
- 1994: Cultural Award of Carinthia
- 1998: Grand Decoration of Honour in Silver for Services to the Republic of Austria[2]
- 2003: Austrian Cross of Honour for Science and Art, 1st class[2]